# Застава Сент Китса и Невиса
Застава Сент Китса и Невиса је усвојена 19. септембра 1983. 
Иако се на њој налазе пан-афричке боје званично носе другачије симболично значење.
Зелена представља плодност земње; црвена борбу за независност; жута сунчеву светлост; црна афричко наслеђе, а беле звезде наду и слободу.